# Thomas Lardon
Thomas Lardon (Saint-Étienne, 13 febbraio 2001) è uno sciatore alpino francese.

## Biografia
Specialista delle prove tecniche originario di Saint-Paul-en-Cornillon e attivo dal novembre del 2017, in Coppa Europa Lardon ha esordito il 28 gennaio 2020 a Méribel in slalom gigante, senza completare la prova, e ha conquistato il primo podio il 4 febbraio 2022 a Reiteralm nella medesima specialità (3º). Non ha debuttato in Coppa del Mondo né preso parte a rassegne olimpiche o iridate.

## Palmarès

### Coppa Europa
- Miglior piazzamento in classifica generale: 67º nel 2022
- 1 podio:
  - 1 terzo posto

### South American Cup
- Miglior piazzamento in classifica generale: 2º nel 2025
- 6 podi:
  - 1 vittoria
  - 1 secondo posto
  - 4 terzi posti

#### South American Cup - vittorie
| Data              | Località | Paese | Specialità |
| ----------------- | -------- | ----- | ---------- |
| 1º settembre 2024 | La Parva | Cile  | SL         |

Legenda:

SL = slalom speciale